# Donald Baxter MacMillan
Donald Baxter MacMillan (Provincetown, 10 novembre 1874 – Provincetown, 7 settembre 1970) è stato un esploratore statunitense.
Durante la sua carriera, durata 46 anni, partecipò a 30 spedizioni polari e redasse un dizionario di lingua inuktitut. Nel 1913 dimostrò durante una spedizione che la terra di Crocker era una mera invenzione.
Rientrò dalla stessa spedizione nel 1917. Visitò per l'ultima volta il polo nord nel 1957.